# モンキーターン (漫画)
『モンキーターン』は、河合克敏による日本の漫画作品。およびこれを原作としたテレビアニメ作品、ゲーム作品。第45回（平成11年度）小学館漫画賞受賞。

## 概要
週刊少年漫画雑誌『週刊少年サンデー』（小学館）にて、1996年36・37号から2005年3号まで連載された。全385話。単行本は小学館：少年サンデーコミックスより全30巻、同スペシャルより愛蔵版全18巻。2021年1月時点で累計発行部数は1000万部を突破している。
前作『帯をギュッとね!』の連載が終了した翌1996年、当時の週刊少年サンデー編集長・奥山豊彦から、「競艇マンガを描かないか」と打診され、取材に訪れた平和島競艇場で濱野谷憲吾のレースを観戦したことが、本作を執筆するきっかけになったと言われている。連載は約8年半という長期にわたったが、連載は通常より少ない週13ページで進められた。2004年にはテレビ東京系でテレビアニメ化されている。
日本船舶振興会からも競艇初心者の入門書として推薦されていた過去があり、実際に本作を読んだことがきっかけで競艇選手になった人間もいる。平和島競艇場では2005年11月から2007年3月まで本作のキャラクターがメインビジュアルとして採用され、競艇選手募集ポスターにも用いられていた。
競技のシステムや支部・競艇場などについては現実に則しているが、登場キャラクターは全て架空の人物である。しかし、現実の競艇界に関するエピソードが引き合いに出されることが少なからずあり、また劇中で登場人物が現実の選手のことを語るシーンもある。
なお、当作はボートレースへの名称変更前の作品であるため、一貫して競艇という言葉が使用されている。また、ボートレースのルール変更によって、当作品で話の展開の鍵を握っていた持ちペラ制は2012年を以て廃止されているなど、現在とルールが色々異なっている。

## あらすじ
子供の頃から野球に明け暮れてきた少年・波多野憲二は、高校生活最後の夏の甲子園予選で敗退。その後、競艇ファンの担任と競艇選手のOGに連れられてやってきた競艇場で体験したモーターボートの感触とモンキーターンに魅了され、野球をやめて競艇選手になることを決意する。
必死の勉強と長年培ってきた持ち前の身体能力で、競艇選手の養成所・本栖研修所に合格。やがて、研修所を卒業して競艇選手となり、波瀾万丈の選手生活を開始する。

## 登場人物

### 波多野家と周辺
波多野憲二（はたの けんじ）
声 - 川島得愛
本作の主人公。東京都世田谷区三軒茶屋出身。実家は豆腐屋を経営しており、父・母・兄・姉・妹・祖母の7人家族。お調子者でやや気性が激しい一方、人懐っこく物怖じしない他人を惹きつける性格をしている。身長165cm、体重は50kg台前半。誕生日は7月25日。都立上馬高校出身。趣味はオートバイで、ホンダ製のバイクを好んでいる。
プロ野球選手を目指して高校まで野球に打ち込んでいたが、3年生の夏の全国高等学校野球選手権東東京大会で、小柄な体格のためスクイズを失敗し敗戦 そのショックに打ちのめされていたところに、野球部顧問の担任とOGの萩原麻琴によって競艇の才能を見出され、競艇場での体験試乗を機に競艇選手となることを決意する。
本栖研修所の入所試験に合格し、高校卒業と同時に第82期生として入所。学科・整備に難があり、実技でも「転覆王（ドボンキング）」と揶揄されるほど転覆を繰り返していたためにD班に配属されたが、持ち前の度胸と集中力・動体視力を生かした旋回スピードとスタートで実力を付け、卒業時には卒業記念レースで優勝するまでに成長した。
卒業後は東京支部に所属し、平和島競艇場をホームプールにして選手生活を開始。弟子を取らない主義だった古池勘一を説得し弟子入りして頭角を現し、デビューからわずか3年4か月で全日本選手権競走（ダービー）を制覇、若手のエースとして注目されるようになる。ダービーを制覇した直後、落水事故で左手を切断しかかるほどの重傷を負うも、懸命のリハビリで半年後に復帰、ダービーを連覇し再びトップ選手として脚光を浴びる。
競走スタイルは、飛び抜けたスタート勘と持ち前のターンスピードを生かしたマクリ屋である。特にターンに関してはモンキーターンを使いこなすのみならず、モンキーターンより更に鋭角に旋回する「Vモンキー」を編み出すなど、艇界トップクラスの技量を誇っている。その反面エンジン整備やプロペラ製作・調整は不得意だったが、古池や和久井の指導で少しずつ腕を伸ばしていった。新鋭リーグ戦優勝戦での意図的なラフプレーを古池に厳しく叱責されて以来、自分や他の選手を危険に晒すような無理なレースは行わないよう心掛けている。
人懐っこく義理堅い素直な性格で、ファンからも他の競艇選手からも好かれている。弟子を取らなかった古池に弟子入りし、一匹狼だった和久井をグループに引き入れたのみならず、最終的には江上グループまで合流させた。しかし、そのような誰にでも分け隔てなく接する性格のため、澄と青島に二股をかけてしまったこともある。
洞口雄大とは研修所時代から自他共に認めるライバル関係で、互いに実力も認め合っているが、性格的に反りが合わず、顔を合わせるたびにいがみ合っている。古池が監督を務める少年野球チームでコーチを行うこともある。
イメージ上のモデルは濱野谷憲吾。手の負傷・リハビリのエピソードに関するモデルは平田忠則だが、復帰戦に関しては植木通彦がモデル。研修所時代に転覆を繰り返したエピソードのモデルは今村豊。
主な獲得タイトル
SG ：全日本選手権競走（2連覇）、賞金王決定戦
GII：競艇祭
生方澄（うぶかた すみ）
声 - 野田順子
波多野の同級生で幼馴染。実家は波多野家の隣で小料理屋を経営している。初登場時は高校生、卒業後は短大に入学し、その後は家業手伝い。
子供の頃は互いに名前で呼び合っていたのを、成長するにつれて苗字で呼ぶようにしていたが、波多野が競艇選手を目指し始めた頃からまた名前で呼び合うようになった。互いに好意を抱いてはいるが、幼馴染であるが故になかなか関係が進展しない。幼い頃から波多野の戦う姿をいつも応援し、競艇選手になってからも様々な形で波多野に協力している。
当初は競艇に関してまるで無知だったが、ありさに連れられて観戦に行くなどしているうち、洞口雄大の戦法の変化に気付くなど詳しくなっていった。波多野の事故の快気祝いに贈った龍をあしらったヘルメットは、自らがデザインしたもの。
城ヶ崎ありさ（じょうがさき ありさ）
声 - 根谷美智子
波多野・澄の高校の同級生。波多野家の向かいに住んでいる。肩幅が広く太った体格で力が強く、ケンカでは波多野に負けたことがないという。ふてぶてしい言動や個性的な行動の数々で周囲から「謎の生物」扱いされている。高校卒業と同時に澄と同じく短大に進学、短大卒業後は大企業の社長秘書となり、社長の存在感を薄くさせるほどの敏腕秘書ぶりを発揮している。
波多野が競艇選手を目指したのをきっかけに、レース展開を的確に読み、予想屋と個人的に仲良くなるなど、競艇にのめりこんでいった。舟券で頻繁に大当たりを出してはその度に車を買い替えている。
奇矯な言動が目立つが頭の回転が速く、他者の心の機微を察するのに長けており、要所要所で人間関係での的確なフォローをする。
波多野元太郎（はたの げんたろう）
声 - 宝亀克寿
憲二の父親。豆腐屋「波多野とうふ店」を経営している。頑固一徹で寡黙、真面目な職人気質の人間で、作る豆腐は日本一とも言われている。感情が昂ぶるとちゃぶ台をひっくり返す癖がある。子供たちが誰一人として豆腐屋を継いでくれないことに不満を抱いている。
波多野法子（はたの のりこ）
声 - 菊池いづみ
憲二の母親。波多野家の家計を取り仕切っており、憲二の賞金も管理している。
波多野紘一（はたの こういち）
憲二の兄。初登場時は大学生、後に銀行員。
波多野はづき（はたの はづき）
声 - 村井かずさ
憲二の姉。社会人。土日にはよく憲二のレースをテレビ観戦している。
波多野かんな（はたの かんな）
声 - 富坂晶
憲二の妹。よく家業の豆腐屋を手伝っており、祖母と共にいつもテレビ観戦で憲二を応援している。末っ子らしく天真爛漫な性格は四兄妹で一番憲二によく似ている。純（岸本寛）をきちんと本名で呼ぶ数少ない人物。
作中時間が連載期間(約８年)とほぼ同じに流れていた本作では小学生→中学生→高校生と時間の経過に合わせて成長しているキャラ。
波多野ウメ（はたの ウメ）
声 - 佐藤智恵
憲二の祖母。かんなといつもテレビで憲二を応援している。波多野家の中では一番高い立場にいる。
澄の母
声 - 真山亜子
波多野家の隣で小料理屋を営んでいる。目付きが悪く澄とは全く似ていない。憲二と接することはあまりない。

### 本栖研修所第82期生
洞口雄大（どうぐち たけひろ）
声 - 間島淳司
愛知県岡崎市出身。誕生日は9月1日。「愛知の巨人」と呼ばれる名選手・洞口武雄を父に持ち、父を倒すことを目標として波多野と同期に本栖研修所に入所、学科・実技ともに非常に優秀な成績を修め、卒業記念レースでも波多野と壮絶なレースを演じた。卒業後は愛知支部に所属し、蒲郡競艇場をホームプールとして選手生活を開始、卒業直後の一般戦で優勝という華々しいデビューを飾る。その後も着々と実績を積み上げ、若手No.1選手としてその名が知られるようになった。その端整な顔立ちのため、女性ファンが多い。
冷静沈着で現実的な性格だが激情的な一面もあり、他人の感情の機微に疎く、自信家ゆえに他人を見下したり突き放したりするような言動も見られる。父の武雄がまだ選手として芽が出なかった頃、母が貧しい家計を支えたために過労で体調を崩し、現在も闘病生活を送っている。そのため母を追い込んだ父を深く憎み「洞口ジュニア」と呼ばれることを嫌い、父を目の前で倒すことが競艇選手になったきっかけでもある。しかし、かつて父が母のため艇界を引退しようとしていたことを知って和解し、父に弟子入りして様々な指導を受けるようになった。波多野とは研修所時代からのライバル同士で、競艇界でも広く知られているほど仲が悪い。青島に思いを寄せ結婚も申し込んでいたが、ラフプレーも厭わない強引なレーススタイルなどを巡って対立し、やがて別れを告げられた。
勝つためには手段を選ばない面があり、他の選手から反感を買うレースを展開することもあった。しかし武雄の超出足型プロペラ開発などを機に、波多野のマクリに対抗するためイン屋に転向、青島との別れもありレース運びもクリーンなものになっていった。
主な獲得タイトル
SG ：笹川賞競走、グランドチャンピオン決定戦競走、競艇王チャレンジカップ（後のチャレンジカップ競走）
GI ：新鋭王座決定戦競走（初出場で史上最年少優勝）、鳴門周年記念、蒲郡ダイヤモンドカップ、平和島周年記念
青島優子（あおしま ゆうこ）
声 - 高野直子
宮崎県出身の女子選手。誕生日は3月7日。褐色の肌をしている。余命わずかな父（研修生時代に死亡）の残した莫大な借金を返済し家族を養うべく、趣味のジェットスキーの経験を生かせる競艇選手を志し、82期生として本栖研修所に入所。女子ながら高い成績を修めて卒業し、福岡支部において鮎川のグループで競艇生活を開始、デビュー当初はフライング欠場（出場停止）を恐れるあまり思い切ったスタートが切れず必ず他の選手より一艇身ほど遅れていたが波多野や鮎川の指摘、助言で立ち直る。その後地道な努力で頭角を現し数年で女子のトップ選手となった。女子選手ゆえの体重の軽さを生かした直線でのスピードが武器。ペンギン柄のヘルメットを愛用している。
仲間思いで天真爛漫。青島は当初あらゆる努力を惜しまず、他人に対して優しい波多野に惹かれていたが、波多野に澄という恋人がいたことで、結果交際と結婚を申し込まれていた洞口雄大と交際していた。しかしレーススタイルを巡る対立で別れ、逆に努力して洞口を倒すことを目標にする。また、波多野に恋人がいることを知りながら思い余って波多野に告白、波多野と交際を始める。しかし波多野が最終的に澄を選んだため、競艇選手として波多野を追いかけてゆくことを選んだ。
酒癖が悪く、また徹夜でTVゲームをして夕方まで寝るという不摂生な一面がある。小林瑞木とは研修所時代からの親友同士である。
作者は「劇中で一番気に入っているキャラ」であると明言している。
主な獲得タイトル
GI ：女子王座決定戦競走
山崎正彦（やまざき まさひこ）
声 - 千葉一伸
岡山県出身。82期入学試験で最も優秀な成績を収め、本栖研修所に入所した。自信家で人を見下した態度が多く、気に入らない人間に対して嫌がらせを行うなど素行にも問題が見られる。うだつの上がらない競艇選手である父を見下し、父を反面教師に競艇の世界で一攫千金を夢見ていたが、父が本栖で行った実技訓練を機に父を見直し、尊敬するようになった。
卒業後は全く劇中に現れなかったが、最終回、82期生が大挙出場する総理大臣杯競走に出場選手として登場し、同期生を驚かせた。

#### D班
第三回班別試験の後、特定の科目について高い成績を収めているが、他の科目などに難のある生徒だけで特別編成された班。これは意図的に坂本教官が編成した班であるが、成績の良い順からA班に配属されるためD班は一般に落ちこぼれの班であるとされていた。最終的には女子選手である小林瑞木を除く全員がSGに出場を果たすことになった。
岸本寛（きしもと ひろし）
声 - 私市淳
東京都出身。外見がドラマ『北の国から』の黒板純に似ているところから、波多野から「純」というあだ名を付けられ、周りの多くの選手からもそう呼ばれている。研修所では学科以外の成績が悪かったためD班に配属された。気弱な性格だが粘り強い努力家で、波多野からは闘志を内に秘めるタイプと言われている。
卒業後は波多野と同じ東京支部に所属。初勝利までデビューから半年近くかかるなど、波多野らに比べて伸び悩んでいたが、地道な努力で少しずつ実力を付けてSG出場を果たす。後に東京支部の後輩・光瀬明と付き合い始める。愛車はVWニュービートル。
三船正義（みふね まさよし）
声 - 大西健晴
大阪府出身。非行によって高校を中退し、学歴を問われない実力主義の競艇界に入るため研修所に入所した。気性が激しく不遜な一面もあるが、普段は正義感が強く人の心の機微に敏感で腰も低い。確かな操艇技術を持っていたが、カナヅチのため転覆を怖れて全速ターンができず、D班に配属された。
卒業後は大阪支部に所属、理論的な技術とクリーンなレース展開で好成績を重ね、関西若手の注目株として脚光を浴びる。そのスタイルについて榎木祐介から「ワンパターンで意外性がない」と評される一方で、若手ながら無駄のない勝ちパターンを確立していることについて高く評価されていた。
趣味はバイクで、愛車はヤマハロードスターウォーリアー。波多野と並ぶバイク愛好家で、波多野とバイクメーカーの話で口論になることもある。競技ヘルメットは鷲をあしらったデザイン。高校時代はバスケットボール部に所属していた。
河野一実（こうの かずみ）
声 - 谷山紀章
福井県出身。研修所入所時点で21歳で既に妻子もおり、同期の中では兄貴分として皆に慕われていた。入所前は自動車整備士として働いていたため、モーター整備にかけては群を抜いた技量を誇る。賃金の低い整備士の仕事に見切りをつけ、収入の良い競艇選手になるため研修所に入所した。卒業後は福井支部で犬飼のグループに所属、一時は洞口親子の開発した新プロペラのコピーに傾倒し勝率を落としていたが、その後周囲の励ましによって立ち直り、最終的にはSGに出場するようになった。
勝木景虎（かつき かげとら）
声 - 樫井笙人
香川県出身。本栖研修所では「無口王」と称されるほどに非常に寡黙で、必要最低限の言葉以外は殆ど喋らないが、負けん気はかなり強く冷静な分析力も持ち合わせている。卒業後は香川支部で蒲生と同じペラグループに所属。プロペラ製作の腕を生かして蒲生にプロペラを提供する一方、蒲生から整備・操艇技術を教わり、やがてSGにも出場するようになった。
小林瑞木（こばやし みずき）
声 - 豊嶋真千子
広島県出身。三度目の受験で初めて入所試験に合格した。82期生の女子選手の中では一番スタイルが良い。学科の成績は良かったが操艇技術に難があり、D班に配属された。努力家だが気弱・悲観的な性格をしている。青島と仲が良く、青島からは「みっちゃん」と呼ばれている。
卒業後は広島支部に所属、波多野や洞口ら同期が出世していく中でひとり成績が伸び悩み、引退まで考えていたが、波多野と河野から教えられたモンキーターンを習得して立ち直り、後には女子王座の準優勝戦まで進出している。社交的な性格のため、女子選手から好かれている。

### 東京支部
古池勘一（こいけ かんいち）
声 - 麦人
30年連続でA1級に所属し、ダービーを制覇したこともあるベテランレーサー。頑固で口うるさい性格だが、人情家でもある。かつて愛弟子・小津を自らも絡んだレース中の事故による怪我で引退させてしまい、以降弟子を一切取らずグループにも所属しないようになったが、しつこく弟子入りを懇願する波多野に対して課した無理な条件をクリアされ、15年ぶりの弟子として迎える。
基本のスタイルはイン屋だが、若い頃はマクリ主体の戦法を取っていたため、外から攻めるレースも展開出来る。エンジン整備やプロペラ製作にも長け、後にグループを組んだ和久井と共に波多野にプロペラを提供、波多野の快進撃を支える原動力となった。かつて事故で弟子を失ったことから、選手を危険に晒すレース展開に対して厳しい態度で臨んでおり、意図的なラフプレーを行った波多野に対して破門を言い渡したこともある。波多野の弟子入りによって江上グループと親交が深まり、やがて江上グループとも合流し、グループのリーダー格となった。
相模湖の近辺に別荘を持っており、ペラ製作の場に使っている。愛車はトヨタ・ランドクルーザー。趣味で少年野球チームの監督を務めている。波多野にとってはもう一人の父親とも呼べる存在である。
主な獲得タイトル
SG ：全日本選手権競走
和久井錠司（わくい じょうじ）
声 - 山崎たくみ
東京都出身、東京支部所属の74期生。潮崎らの同期で浜岡や荻原より後輩だが、そうは見えない外見をしている。173cmと競艇選手にしては身長が高いため、減量など体調管理には人一倍気を遣っており、またグループに属さず一人で技術を磨くなど、ストイックな性格をしている。そのため、嫌味な口調で厳しい言葉を口にするなど人を寄せ付けない雰囲気があったが、根は男気があり人情にも厚い。
当初は波多野に反感を抱かれていたが、レースに対してのストイックな姿勢を理解された後は逆に敬意を抱かれ、波多野を介して古池グループに加入するに至る。
古池グループ加入後は他の地元選手達とも接する機会が多くなり、本来の性格である男気や人情から親しくなっている。
関東を代表するプロペラ巧者で、古池グループに加入後は波多野にプロペラを提供するほか、公私に渡って波多野の良き相談相手となった。愛車はスバル・インプレッサWRX。服装から車のカラーに至るまで、全てを黒一色に統一している。
主な獲得タイトル
GI ：新鋭王座決定戦競走
萩原麻琴（はぎわら まこと）
声 - 岡村明美
東京支部所属の女子選手。72期生。波多野の高校の先輩にあたり、高校を中退して競艇の世界に飛び込んだ。母校の野球部の激励に訪れた時に波多野と出会い、その後波多野の艇界入りのきっかけを作った。女子ではトップクラスの実力を誇っている。同じ江上グループ・東京出身の浜岡と仲が良く、浜岡が長年の苦労の末にダービーでSGを初制覇した時には涙を流しながら心の中で賛辞を贈っていた。元ヤンらしく気性の荒い面もある。愛車はランチアストラトス。ヘルメットはイルカの群れをあしらったデザイン。
浜岡猛（はまおか たけし）
声 - 渋谷茂
東京支部の若手レーサー。70期生。江上グループに所属している。波多野や純の兄貴分といった存在で、ぶっきらぼうな口調のお調子者だが、面倒見は良い。酒は好きだが非常に下戸でアニソン好きなどお笑い担当の一面もある。愛車はゲレンデヴァーゲン（メルセデス・ベンツ）。
ツケマイを多用し思い切ったレースをすることが多い。東京支部では波多野や江上らに次いでSGへの出場機会が多かったものの、なかなか運に恵まれなかった。しかし、波多野の三連覇がかかっていたダービーを制覇してSG初優勝を飾り、同年の賞金王決定戦にも出場した。デビュー2年で6本のフライングを切り、初勝利にデビューから10ヶ月以上かかり、デビューから4期連続B2組であったなど苦労人の側面もある。
主な獲得タイトル
SG ：全日本選手権競走
江上修二（えがみ しゅうじ）
声 - 相沢正輝
東京支部所属の強豪レーサー。58期生。晩成型の名選手でSG常連だが、タイトル獲得はまだ一度もない。物静かで理知的な性格をしており、波多野ら若手に対して要所要所で的確なアドバイスを行っている。プロペラ整備の達人で、ペラグループのリーダーを務めている。後に波多野を介して古池グループに合流した。福岡の鮎川喜一は同期。
沖田龍一郎（おきた りゅういちろう）
声 - 神谷浩史
東京支部の若手レーサー。波多野らより三年後輩にあたる。競艇学校を勝率一位で卒業し、デビューの一般戦でいきなり2連勝という成績を残した。波多野がペラ加工に集中し自分が話しかけたのに気づかなかったのを無視されたと思い込み、波多野にライバル視されたと勘違いしていた。勘違いが解けてからは、波多野の実力とレースに対する姿勢を尊敬し良き後輩となっている。後に光瀬と共に古池グループに加わった。愛車はRX-7（FD-3S）。
光瀬明（みつせ あきら）
声 - 南央美
東京支部の女子レーサーで、沖田と同期。登場当初は眉毛が太く、男子と見間違えられる外見をしていた。後に純と交際を始め、髪型も純とお揃いにしている。明ではなく晶と書かれることもある。
多尾努（たお つとむ）
声 - 浜田賢二
東京支部所属のA1級レーサー。江上グループに所属している。愛車はチェロキー。
前島治（まえじま おさむ）
声 - 麻生智久
古池と同期のベテランレーサー。万年B1級である自分のアドバイスも素直に聞く波多野に感心していた。丸亀斡旋の前検日前日に波多野と立ち寄った行きつけの居酒屋で、偶然同席した蒲生を波多野と引き合わせた。
長尾茂和（ながお しげかず）
声 - 成田剣
東京支部の記念クラスの選手。過去にレースで怪我をしたことがあり、左手の傷が痛む憲二に怪我との向き合い方をアドバイスした。モデルは長岡茂一。

### 現役選手
洞口武雄（どうぐち たけお）
声 - 青野武
洞口雄大の実父。「愛知の巨人」と呼ばれるベテラン強豪レーサーで、SG優勝回数は10回に上り、競艇王チャレンジカップ競走とオーシャンカップ競走以外のSG競走を制している。20期生、愛知支部所属。グループを作らず一匹狼で通す一方、専属のトレーナーをつけて体調を管理し、流体力学の専門家のアドバイスを受けてプロペラを製作するなど、独自の手法で努力を積み重ねている。ヘルメットのデザインは風神で実は自身の手描きであることがコミックスの4コマで描かれている。
研修所の卒業レースから波多野に注目しており、波多野のダービー初出場の様子を目の当たりにして今の雄大では勝てないと直感。雄大にグループを組むことを持ちかけるが、家庭環境に関する確執から一度は拒絶されるも誤解が解けたこともあり和解、以降は親子でレースに臨んでいる。勝利のためには周囲との軋轢や危険な操艇も厭わず、息子である雄大にさえも不遜な態度で接していたが、グループを組んでからの雄大の活躍を目の当たりにして、徐々に性格が丸くなっていった。尊大な態度ゆえに理解されづらいが愛妻家で、かつて病気で倒れた妻を安心させるため競艇を引退しようとしたこともあった。息子の雄大も常に気にかけており表面上な態度とは逆に家族を愛する人物。
萩原麻琴のファンを自称している。50歳代を迎えてもなお艇界のトップレーサーとして君臨していたが、波多野がSGに初出場した年の賞金王決定戦で重傷を負ったため第一線からやや退いた形になり、物語中盤以降では波多野との対決が見られなくなった。
主な獲得タイトル
SG：優勝10回以上（歴代2位タイ）賞金王決定戦は7回以上出場し2回優勝。競艇王チャレンジカップ競走とオーシャンカップ競走は獲っていない。
GI ：蒲郡周年記念、浜名湖周年記念、競艇名人戦競走、その他多数
榎木祐介（えのき ゆうすけ）
声 - 小西克幸
「艇王」の異名を取る競艇界のトップレーサー。山口県下関市出身、山口支部所属。デビューから2年10か月という最短記録でSGタイトルを獲得、3年連続で賞金ランキング1位を獲得し、グランドスラムにあと一つまで迫っている。イン逃げもマクリも出来る自在屋で、モーター整備やプロペラ製作においてもトップクラスの技術を持っており、その実力と人間性で他の選手から慕われ記者からの人気も高い。レース中の事故で顔面に重傷を負ったことがあり、その時の傷痕が口元に残っている。モデルは植木通彦と今村豊。
主な獲得タイトル
SG：モーターボート記念競走、全日本選手権競走、競艇王チャレンジカップ競走、賞金王決定戦4回
蒲生秀隆（がもう ひでたか）
声 - 松本保典（ゲーム版は真殿光昭）
香川県出身、香川支部所属のA1級レーサー。丸亀競艇場をホームプールにしている。榎木の1期先輩にあたる。若手時代にSG優勝戦でフライングを切り、多額の返還金を出してしまったことがきっかけで8年間はSGに殆ど出ずに一般戦のみに出場し続け「一般戦の鬼」と呼ばれるほど高い勝率を残してきた。しかし、波多野と一般戦で直接対決したことをきっかけに闘志が再燃し、波多野を追いかけて5年ぶりにSGに復帰。やがて賞金王争いにも加わるトップレーサーとなった。
普段は明るく飄々としたつかみ所のない性格。賞金額やレースのグレードよりも自身の満足度に重きを置くレース観をしていて、SG戦線復帰の目的も前述のように賞金やタイトルが目的ではなく、波多野に触発されて熱いレースがしたいからというのが理由である。波多野のVモンキーを一対一で破るほどの高い操艇技術と、同じペラグループの勝木曰く「整備の天才」と称され、エンジン音を聞くだけで整備ポイントを的確に掴む独特の整備理論を持つ一方、プロペラ製作にはあまり興味がなく、モーター整備を教えるかわりに勝木からプロペラを提供されている。レーススタイルは榎木曰く「何をしてくるのか分からない」天才型のレーサー。
実家であるスズキの整備工場・蒲生モータースの2階に住んでいる。愛車は年代物の三菱ジープ。クラシック音楽を鑑賞しネイティブアメリカンに関する話に詳しいなど競艇選手らしからぬ趣味をしており、またテレビを一切見ない生活を送っているなど「艇界一の変わり者」と評されている。プレイボーイで「競艇24場全てに女がいる」と自身では豪語している。ヘルメットのデザインはクレイジー・ホースにちなんだもの。
主な獲得タイトル
SG ：モーターボート記念競走、競艇王チャレンジカップ競走
潮崎俊也（しおざき としや）
声 - 遠近孝一
群馬支部所属のA1級レーサー。桐生競艇場をホームプールにしている。74期生。艇界の貴公子とも呼ばれる甘いルックスと、SGを制覇するほどの高い実力から、女性ファンからの人気が高い。モデルは山崎智也と言われている。
主な獲得タイトル
SG ：総理大臣杯競走（2回）
岡泉誠二（おかいずみ せいじ）
声 - 千葉一伸
福岡県北九州市出身、福岡支部所属の若手レーサー。若松競艇場をホームプールにしている。72期生。潮崎と並ぶ同世代トップクラスの実力者で、潮崎と同じくSG優勝経験もある。オーシャンカップ競走制覇後に結婚し、それを機に小倉（現在の北九州市小倉北区と小倉南区。本編では誤植で小倉市と記載）から福岡市に引っ越した。驚異的な速さのスーパーピット離れを得意とし、6枠からでもインを狙いに行くアグレッシブなスタイルをしている。
主な獲得タイトル
SG ：オーシャンカップ競走
鮎川喜一（あゆかわ きいち）
声 - 中村大樹
福岡県出身、福岡支部所属のA1級レーサー。江上修二と同期の58期生。のんびりした九州弁の口調で物忘れ・忘れ物が多く、とぼけた印象が強い。デビュー当時は天才児と呼ばれ、その後長く低迷していたが、やがて再起しSGを制覇した。青島の師匠で、父親を亡くした青島の親代わりを買って出ている。唐津競艇場でスタート勘を見失った波多野を立ち直らせたり、成績をあげられず悩んでいた小林瑞木に自分なりの成長論を諭したりするなど、他地区の後輩の面倒を見ることも多い。
主な獲得タイトル
SG ：賞金王シリーズ戦
犬飼軍志（いぬかい ぐんじ）
声 - 星野充昭
福井県出身、福井支部所属の中年A1級レーサー。「北陸の狼」の異名を持っている。巧みな試合運びで知られ、節の間にモーター整備や体調管理が終わってする事がなくなると、体力を温存するため昼寝をするようになる。洞口親子のスーパーキャビテーション・プロペラの弱点をいち早く見抜くなど、観察力も鋭い。河野の所属するペラグループのリーダーで、自分が使うプロペラは自分で作るべきという持論を固持しており、他人からペラを提供されている波多野や洞口らを批判したこともあった。
伊峡哲男（いさ てつお）
声 - 笹沼晃
佐賀県出身、佐賀支部所属のA1級レーサー。84期生。腰が低く常に謙虚な姿勢を見せる一方、レースでは新人離れした安定感と確実な技術を見せ、SG2戦目でタイトルを獲得するなど、若手ながら実力をつけている。波多野の落水事故の際、自らの艇が波多野の左手を巻き込んだことに罪悪感を抱いていたが、波多野の復帰後わだかまりが解け、波多野と親交を深めるようになる。なお、本誌掲載での初登場場面では苗字の読みが「いき」となっていた。
主な獲得タイトル
SG ：笹川賞競走
櫛田千秋（くしだ ちあき）
声 - 金月真美
福岡支部所属の女性レーサー。SG本戦出場を果たすなど「最強の女子選手」と言われており、他の女子選手から憧れの的となっているだけでなく、男子選手や男性ファンからも「クッピー」という愛称で親しまれている。猫の顔を描いたヘルメットを愛用し、同じ支部の後輩である青島を可愛がっている。かなり強気な性格で、レース時には闘志をむき出しにする。モデルは寺田千恵。
世良涼子（せら りょうこ）
声 - 久川綾
広島支部所属の女性レーサーで、強豪女子選手の一人。小林瑞木の先輩にあたり、小林に対して様々なバックアップを行っている。
松永秀明（まつなが ひであき）
声 - 野島裕史（ゲーム版は保村真）
兵庫県出身、兵庫支部所属のA1級レーサー。和久井と同期でホームプールは尼崎競艇場。初登場時点は潮崎に次いでSGホルダーになるだろうと言われていた若手有望選手だったが、作品後半では目立った活躍が見られなかった。
半村満（はんむら みつる）
愛知支部所属のA1級レーサー。和久井と同期でホームプールは蒲郡競艇場。インを得意としている。半村が選手代表を務める蒲郡新鋭リーグで、イン進入のルール「選手道」を守らなかった憲二に反省を求める厳しい姿勢をみせたが、レース最終日には和解した。
森本直行（もりもと なおゆき）
岡山県出身、岡山支部所属の若手レーサー。85期生。コテコテの岡山弁で話す（ただし使い方の誤りが見られるシーンもある）。デビューから着実に勝利を重ね、ちょうど3年でSG戦にデビューした。明るく強気で気性が荒く、競艇学校の教官らからは波多野に似ていると評されていた。ウィリーモンキーを得意とする。遠慮のない性格をしている一方で、青島の艇界入りの経緯を聞いて号泣するなど情に脆い一面も持つ。青島に憧れていたが、波多野と青島の信頼関係を目の当たりにして青島から身を引いた。アニメ版には登場しない。
主な獲得タイトル
GI ：新鋭王座決定戦競走
田胴満（たどう みつる）
声 - 羽多野渉
福岡支部の記念クラスの選手。若松オーシャンカップで波多野や櫛田、洞口と共に優勝戦を走っていた。波多野同様危険な走りをした洞口に注意を促していた。
山崎成彦（やまざき しげひこ）
山崎正彦の父親で、ベテランB1級レーサー。16期生。かつてはA2級に所属していたが、持ちペラ制導入を境に成績を落とし、B1級に定着している。大人しく人当りの良い性格。本栖研修所にスタート練習の指導に訪れ、波多野や正彦らにスタートや競艇選手としての極意を伝授した。
庄野兄
声 - 高橋良吉
若手A2級レーサー。戸田競艇場で当時高校生だった波多野をペアボートに乗せ、モンキーターンの転覆に巻き込まれた。

### 競艇関係者
山口孝志（やまぐち たかし）
声 - 喜多川拓郎
スポーツ日報の競艇記者。中学時代から競艇を見続け、観戦歴は25年にもなる。選手やレース状況に対する鋭い観察力を持ちユニークな一面もあるが、高橋香子からホモ疑惑を持たれている。
高橋香子（たかはし かこ）
声 - 神田朱未
競艇のキャンペーンガール（競艇クイーン）。北海道出身。抜群のルックスとプロポーションからファンが多く、また頭が良く鋭い発言も見られる。競艇クイーンを長く務めた後、競艇レポーターに転身する。波多野とは研修所時代から面識がある。モデルは元競艇クイーンの高橋香代。
坂本（さかもと）
声 - 茂木優
本栖研修所（後にやまと競艇学校）の教官。痩せた体格で丸眼鏡をかけている。厳格な態度で、様々な規律や競艇の知識・技術を教えている。82期生D班の担当教官でもあった。
大山（おおやま）
声 - 酒井敬幸
本栖研修所・やまと競艇学校の実技教官。元競艇選手で、指導の厳しさから「鬼の大山」とも呼ばれている。
ペドロ
声 - 茶風林
平和島競艇場の予想屋。肌の色は褐色で南米人的な濃い顔立ちをしており、冬でも半袖シャツ・白いキャップのスタイルを貫いている。ありさと仲が良く、馴染み客として携帯で個人的に情報を教えている。

### その他
筒井重蔵（つつい じゅうぞう）
声 - 望月健一
高校時代の波多野の担任で、野球部の監督。波多野と萩原の素質を見抜き、二人に競艇選手の道を薦めた。競艇ファン歴は25年で、戸田競艇場の職員とも仲が良い。
庄野弟
A2級レーサー・庄野の弟。兄の乗ったペアボートが波多野に転覆させられたことを根に持っていた。波多野らと同じ期の本栖研修所の入所試験を受けたが、不合格になった。二次試験の実技テストのマラソン中に事故に遭い、波多野・洞口・三船らに救助されている。
古池亜紀（こいけ あき）
声 - 冬馬由美
古池勘一の一人娘。おしとやかな外見で家事を何でもこなすが、気丈で父譲りの頑固さも持っている。体調管理に気を使うあまり自分を否定するような発言をした和久井を嫌っていたが、後に誠実な一面に触れ見方を変えている。父の弟子である波多野を実の弟のように気遣っている。
洞口佳子（どうぐち よしこ）
声 - 幸田夏穂
洞口雄大の母親で、武雄の妻。雄大を「たっくん」と呼ぶ。若い頃の過労のため体が弱く、入退院を繰り返している。大人しげな容姿と性格をしてるが、根っからの勝負師である夫を誰よりも深く理解して愛しており、身体を壊した自分の側にいる為に競艇選手をやめようとした夫を逆に押しとどめている。原作では名前はなく、設定はアニメ版によるもの（作者自ら設定）。
乙部（おとべ）
声 - 田中完
愛知技術科学大学の流体力学の教授。洞口武雄から競艇用プロペラの情報を受けるかわりにペラ開発のアドバイスを与えており、競艇用スーパーキャビテーション・プロペラを開発した。
河野美雪（こうの みゆき）
声 - 加藤ゆう子
河野一実の妻。河野との間に達也・克也という二人の息子がいる。眼鏡をかけている。
小泉（こいずみ）
声 - 志村知幸
福岡競艇場の近くにある小泉整形外科病院の院長で、波多野の落水事故の際の主治医。整形外科の名医で、福岡競艇で怪我した選手を何人も治療している。

### ゲーム版オリジナルキャラクター
五十嵐正美（いがらし まさみ）
声 - 福島潤
プレイヤーの同期。明るい金髪で、垂れ目ながらも目付きが悪く、無愛想で挑戦的な性格をしている。右唇上にホクロがある。ラフプレーを好み、勝利のためなら手段を選ばない。
畑中一秀（はたなか かずひで）
声 - 岡和男
プレイヤーの師匠となる選手。大ベテランながらSG常連でどの選手からも強豪と言わしめる実力の持ち主。
望月遥（もちづき はるか）
声 - 川崎恵理子
プレイヤーの同期。話し方は「〜ですわ」などと丁寧だが、とても気が強い。

## 書誌情報
- 河合克敏 『モンキーターン』 小学館〈少年サンデーコミックス〉、全30巻
  1. 1997年3月15日初版第1刷発行、ISBN 4-09-125161-7
  2. 1997年6月15日初版第1刷発行、ISBN 4-09-125162-5
  3. 1997年10月15日初版第1刷発行、ISBN 4-09-125163-3
  4. 1998年2月15日初版第1刷発行、ISBN 4-09-125164-1
  5. 1998年5月15日初版第1刷発行、ISBN 4-09-125165-X
  6. 1998年9月15日初版第1刷発行、ISBN 4-09-125166-8
  7. 1999年1月15日初版第1刷発行、ISBN 4-09-125167-6
  8. 1999年5月15日初版第1刷発行、ISBN 4-09-125168-4
  9. 1999年8月15日初版第1刷発行、ISBN 4-09-125169-2
  10. 1999年10月15日初版第1刷発行、ISBN 4-09-125170-6
  11. 2000年1月15日初版第1刷発行、ISBN 4-09-125661-9
  12. 2000年4月15日初版第1刷発行、ISBN 4-09-125662-7
  13. 2000年7月15日初版第1刷発行、ISBN 4-09-125663-5
  14. 2000年10月15日初版第1刷発行、ISBN 4-09-125664-3
  15. 2001年1月15日初版第1刷発行、ISBN 4-09-125665-1
  16. 2001年4月15日初版第1刷発行、ISBN 4-09-125666-X
  17. 2001年7月15日初版第1刷発行、ISBN 4-09-125667-8
  18. 2001年11月15日初版第1刷発行、ISBN 4-09-125668-6
  19. 2002年3月15日初版第1刷発行、ISBN 4-09-125669-4
  20. 2002年6月15日初版第1刷発行、ISBN 4-09-125670-8
  21. 2002年8月15日初版第1刷発行、ISBN 4-09-126551-0
  22. 2002年11月15日初版第1刷発行、ISBN 4-09-126552-9
  23. 2003年3月15日初版第1刷発行、ISBN 4-09-126553-7
  24. 2003年7月15日初版第1刷発行、ISBN 4-09-126554-5
  25. 2003年10月15日初版第1刷発行、ISBN 4-09-126555-3
  26. 2004年1月15日初版第1刷発行、ISBN 4-09-126556-1
  27. 2004年4月15日初版第1刷発行、ISBN 4-09-126557-X
  28. 2004年7月15日初版第1刷発行、ISBN 4-09-126558-8
  29. 2004年10月15日初版第1刷発行、ISBN 4-09-126559-6
  30. 2005年3月15日初版第1刷発行、ISBN 4-09-126560-X
- 河合克敏 『モンキーターン』 小学館〈少年サンデーコミックススペシャル〉、全18巻
  1. 2008年2月18日、ISBN 978-4-09-121303-7
  2. 2008年2月18日、ISBN 978-4-09-121304-4
  3. 2008年2月18日、ISBN 978-4-09-121305-1
  4. 2008年3月18日、ISBN 978-4-09-121306-8
  5. 2008年3月18日、ISBN 978-4-09-121307-5
  6. 2008年3月18日、ISBN 978-4-09-121308-2
  7. 2008年4月18日、ISBN 978-4-09-121309-9
  8. 2008年4月18日、ISBN 978-4-09-121310-5
  9. 2008年5月16日、ISBN 978-4-09-121314-3
  10. 2008年5月16日、ISBN 978-4-09-121315-0
  11. 2008年6月18日、ISBN 978-4-09-121316-7
  12. 2008年6月18日、ISBN 978-4-09-121317-4
  13. 2008年7月18日、ISBN 978-4-09-121318-1
  14. 2008年7月18日、ISBN 978-4-09-121319-8
  15. 2008年8月18日、ISBN 978-4-09-121320-4
  16. 2008年8月18日、ISBN 978-4-09-121325-9
  17. 2008年9月18日、ISBN 978-4-09-121326-6
  18. 2008年9月18日、ISBN 978-4-09-121327-3
- 河合克敏 『モンキーターン』 小学館〈小学館文庫〉、全18巻
  1. 2011年11月15日発売[10]、ISBN 978-4-09-193122-1
  2. 2011年12月15日発売[11]、ISBN 978-4-09-193123-8
  3. 2012年1月14日発売[12]、ISBN 978-4-09-193124-5
  4. 2012年2月15日発売[13]、ISBN 978-4-09-193125-2
  5. 2012年3月15日発売[14]、ISBN 978-4-09-193126-9
  6. 2012年4月14日発売[15]、ISBN 978-4-09-193127-6
  7. 2012年5月15日発売[16]、ISBN 978-4-09-193128-3
  8. 2012年6月15日発売[17]、ISBN 978-4-09-193129-0
  9. 2012年7月14日発売[18]、ISBN 978-4-09-193130-6
  10. 2012年8月10日発売[19]、ISBN 978-4-09-193162-7
  11. 2012年9月15日発売[20]、ISBN 978-4-09-193163-4
  12. 2012年10月13日発売[21]、ISBN 978-4-09-193164-1
  13. 2012年11月15日発売[22]、ISBN 978-4-09-193165-8
  14. 2012年12月15日発売[23]、ISBN 978-4-09-193166-5
  15. 2013年1月12日発売[24]、ISBN 978-4-09-193167-2
  16. 2013年2月15日発売[25]、ISBN 978-4-09-193168-9
  17. 2013年3月15日発売[26]、ISBN 978-4-09-193169-6
  18. 2013年4月13日発売[27]、ISBN 978-4-09-193170-2

## アニメ
2004年1月11日から12月19日まで、毎週日曜日深夜0時55分にテレビ東京系ならびにBSジャパンなどで放送された（放送時間はテレビ東京のもの）。全50話。7月4日からの放送分（26 - 50話）は、新シリーズとしてタイトルを『モンキーターンV』としている。
『モンキーターン』は波多野が競艇学校卒業記念レースから全日本選手権競走の初優勝までを、『モンキーターンV』は全日本選手権競走の初優勝から賞金王決定戦初出場までを描いている。レースシーンはフルCGで、実際のレースから収録した音源を使用したことで話題となった。
作中では、当時の競艇イメージキャラクターであったTUBEの競艇ポスターが飾ってあったり、テレビ東京のアナウンサーである大橋未歩が実況役で声を当てていたりなどしており、競艇のCMもカウキャッチャー・ヒッチハイクの形で放送された。また『モンキーターンV』常滑ダービー優勝戦、住之江賞金王決定戦優勝戦の観戦客の中に、『帯をギュッとね!』のキャラが一瞬ゲスト出演している。

### スタッフ
- 原作 - 河合克敏（小学館「週刊少年サンデー」連載）
- 企画 - 大島満
- 監督 - 秋山勝仁
- シリーズ構成 - 冨岡淳広
- キャラクターデザイン - 奥田淳
- メカデザイン - 桐生みさき（前期 - 後期5話）、橋本敬史（後期6話 - ）
- 美術監督 - 高橋麻穂
- 色彩設定 - 大内綾
- 撮影監督 - 中島秀剛
- 編集 - 右山章太
- 音響監督 - 渡辺淳
- 音響制作 - HALF H・P STUDIO
- 音楽 - 池田大介
- 音楽制作 - ZET
- 音楽プロデュース - GIZA studio
- 音楽協力 - テレビ東京ミュージック
- アニメーション制作 - OLM
- アニメーションプロデューサー - 福家日左夫
- アニメーション制作協力 - AIC
- 3DCGプロデューサー - 近藤潤
- 3DCGアニメーション制作協力 - OLM Digital
- OPED絵コンテ・演出 - 宮尾佳和
- OPED作画監督 - 奥田淳
- オープニング原画 - 越智博之（前期）、中屋了、平田雄三（後期）
- エンディング原画 - 日下部智津子
- 前期OPモーショングラフィック - 柴田寛之
- 前期2ndEDイラストレーション - 田中俊成
- 後期OP2Dグラフィックス - 南條楊輔
- プロデューサー - 紅谷佳和、芝原靖史
- 企画協力 - 週刊少年サンデー編集部、小学館キャラクター事業センター
- 原案協力 - 都築伸一郎、三上信一、縄田正樹、近藤秀峰（前期）、石井宏一（後期）
- プロジェクトスーパーバイザー - 野崎裕司、久保雅一
- 特別協力 - 東京財団、全国モーターボート競走会連合会、競艇広報センター
- ゼネラルプロデューサー - 沢辺伸政
- アソシエイトプロデューサー - 岡本順哉、竹内雅紀
- モンキーターンプロジェクト - 植田泰生、日下公人、鵜之澤伸（前期）、安斎進、奥野敏聡、東海林隆（後期）
- 製作 - テレビ東京、OLM
- 制作 - モンキーターンプロジェクト（VAP・東京財団・バンダイ・OLM・小学館プロダクション）

### 主題歌
「ココロが止まらない」（モンキーターンOP、モンキーターンV最終話ED）
作詞 - 三枝夕夏 / 作曲 - 大野愛果 / 編曲 - 小澤正澄 / 歌 - JEWELRY
「胸いっぱいのこの愛を 誰より君に」（モンキーターンV OP）
作詞 - 三枝夕夏 / 作曲 - 大野愛果 / 編曲 - 小澤正澄 / 歌 - JEWELRY
「光と風と君の中で」（モンキーターン第1話 - 第13話ED）
作詞 - 高岡亜衣 / 作曲 - 大野愛果 / 編曲 - 池田大介 / 歌 - 高岡亜衣
「君を飾る花を咲かそう」（モンキーターン第14話 - 第25話ED）
作詞 - AZUKI七 / 作曲 - 中村由利 / 編曲 - 古井弘人 / 歌 - GARNET CROW
「Hey Hey Baby! You're NO.1!」（モンキーターンV第1話 - 第13話ED）
作詞・歌 - スパークリング☆ポイント / 作曲 - 大野愛果 / 編曲 - 豆田将
「So stay together」（モンキーターンV第14話 - 第24話ED）
作詞・歌 - スパークリング☆ポイント / 作曲 - 大野愛果 / 編曲 - 小澤正澄

### 各話リスト
| 話数            | サブタイトル                  | 脚本           | 絵コンテ         | 演出             | 作画監督                   | 放送日         |
| モンキーターン  | モンキーターン                | モンキーターン | モンキーターン   | モンキーターン   | モンキーターン             | モンキーターン |
| --------------- | ----------------------------- | -------------- | ---------------- | ---------------- | -------------------------- | -------------- |
| 1               | ナンバーワンになる!           | 冨岡淳広       | 秋山勝仁         | ほしかわたかふみ | 堀内博之                   | 2004年1月11日  |
| 2               | 競艇場で会おうぜ!             | 冨岡淳広       | 石踊宏           | 石踊宏           | 藤田正幸                   | 2004年1月18日  |
| 3               | デビュー戦だぜ!               | 高橋ナツコ     | 八谷賢一         | 浅井義之         | 岡崎洋美                   | 2004年1月25日  |
| 4               | 弟子をとらない理由（わけ）?   | 佐藤和治       | 政木伸一         | 政木伸一         | 佐久間健                   | 2004年2月1日   |
| 5               | このジジィ ぶち切れてやがる!  | ほそのゆうじ   | 木村隆一         | 木村隆一         | 越智博之                   | 2004年2月8日   |
| 6               | いくぜ 新鋭リーグ!            | 高橋真         | 古川政美         | 古川政美         | 藤田正幸                   | 2004年2月15日  |
| 7               | 一番大切なこと…               | 千明孝一       | あおきえい       | 若林漢二         | 原修一                     | 2004年2月22日  |
| 8               | 一年ぶりだなあ…               | 佐藤和治       | 石踊宏           | 石踊宏           | 糸間奈美                   | 2004年2月29日  |
| 9               | お前なら、勝てる!             | 高橋ナツコ     | 浅井義之         | 西村大樹         | 越智博之                   | 2004年3月7日   |
| 10              | プロペラたたかせてくれよ!     | ほそのゆうじ   | 政木伸一         | 政木伸一         | 佐久間健                   | 2004年3月14日  |
| 11              | オレは挑戦者!                 | 高橋真         | 平野俊貴         | ほしかわたかふみ | 堀内博之                   | 2004年3月21日  |
| 12              | 本当の本気になって            | 冨岡淳広       | 木村隆一         | 木村隆一         | 猪股雅美                   | 2004年3月28日  |
| 13              | 勝負駆け!                     | 千明孝一       | 江上潔           | 山田徹           | 藤田正幸                   | 2004年4月4日   |
| 14              | ここは退かねえ!               | 千明孝一       | 江上潔           | 古川政美         | 渡辺英樹 糸間奈美 藤田正幸 | 2004年4月11日  |
| 15              | さすがSG!                     | 高橋真         | 若林漢二         | 若林漢二         | 越智博之                   | 2004年4月18日  |
| 16              | やる気だ!                     | 冨岡淳広       | 岩本康夫         | 石踊宏           | 佐久間健                   | 2004年4月25日  |
| 17              | ついに優勝戦!                 | ほそのゆうじ   | ほしかわたかふみ | ほしかわたかふみ | 奥田淳                     | 2004年5月2日   |
| 18              | でっかい目標ってなんだ?       | 高橋ナツコ     | 笹島啓一         | 岩田義彦         | 河野悦隆                   | 2004年5月9日   |
| 19              | 洞口がきたっ!                 | 佐藤和治       | 江上潔           | 山田徹           | 和田伸一 佐久間健 藤田正幸 | 2004年5月16日  |
| 20              | また会えないかな?             | 千明孝一       | 木村隆一         | 木村隆一         | 原修一                     | 2004年5月23日  |
| 21              | なんで私…                     | 冨岡淳広       | 馳樹凛           | 古川政美         | 和田伸一 佐久間健 藤田正幸 | 2004年5月30日  |
| 22              | 打つ手はある!                 | 高橋ナツコ     | ほしかわたかふみ | ほしかわたかふみ | 奥田淳                     | 2004年6月6日   |
| 23              | こんなところで終われない!     | 高橋真         | 江上潔           | 石踊宏           | 澤田貴秋                   | 2004年6月13日  |
| 24              | 優勝戦進出へ!                 | 佐藤和浩       | 山田徹           | 山田徹           | 佐久間健                   | 2004年6月20日  |
| 25              | 勝ちます!                     | ほそのゆうじ   | 若林漢二         | 若林漢二         | 河野悦隆                   | 2004年6月27日  |
| モンキーターンV |                               |                |                  |                  |                            |                |
| 1               | いつオレが、女子のおしりを…!  | 冨岡淳広       | 越智博之         | 遠藤広隆         | 越智博之                   | 2004年7月4日   |
| 2               | 競艇なんか…                   | 冨岡淳広       | 木村隆一         | 木村隆一         | 猪股雅美 坂田理            | 2004年7月11日  |
| 3               | レースをしてえっ!             | 佐藤和浩       | 江上潔           | 石踊宏           | 澤田貴秋 和田伸一 藤田正幸 | 2004年7月18日  |
| 4               | ボートってこんなに!?          | 植田浩二       | 鷹野大           | 福多潤           | 野口このみ                 | 2004年7月25日  |
| 5               | いよいよ復帰戦!               | ほそのゆうじ   | 仁昌寺義人       | 高階雅道         | 原修一 中屋了              | 2004年8月1日   |
| 6               | うねりを越えろ!               | ほそのゆうじ   | 近藤信宏         | 山田徹           | 佐久間健                   | 2004年8月8日   |
| 7               | これでアイツと並んだ!         | 冨岡淳広       | 岩田義彦         | 岩田義彦         | 河野悦隆                   | 2004年8月15日  |
| 8               | 本気（マジ）にさせてやる!     | 植田浩二       | 鷹野大           | 太田友章         | 野口このみ                 | 2004年8月22日  |
| 9               | ぜんぜん、うれしくないんや    | 佐藤和治       | 江上潔           | 石踊宏           | 澤田貴秋 藤田正幸          | 2004年8月29日  |
| 10              | いよいよオーシャンカップだぜ  | 植田浩二       | ほしかわたかふみ | 高階雅道         | 奥田淳                     | 2004年9月5日   |
| 11              | 女子でこんなに強い人いたんだ! | ほそのゆうじ   | 遠藤広隆         | 遠藤広隆         | 原修一                     | 2004年9月12日  |
| 12              | 今からやる!                   | 冨岡淳広       | 越智博之         | 福多潤           | 西山忍                     | 2004年9月19日  |
| 13              | お前だけには勝たせねえ!       | 佐藤和治       | 木村隆一         | 木村隆一         | 中屋了                     | 2004年9月26日  |
| 14              | 約束は守らないとな!           | 植田浩二       | 山田徹           | 山田徹           | 佐久間健                   | 2004年10月3日  |
| 15              | おまえがガンバるからだ        | ほそのゆうじ   | 岩田義彦         | 岩田義彦         | 河野悦隆                   | 2004年10月10日 |
| 16              | 山は高いほど登りがいがあるぜ! | 冨岡淳広       | 仁昌寺義人       | 羽生尚靖         | 石田啓一 西山忍 村井孝司   | 2004年10月17日 |
| 17              | いっしょに優勝戦乗ろうぜ!     | 佐藤和治       | 越智博之         | 仁昌寺義人       | 越智博之                   | 2004年10月24日 |
| 18              | 左手の傷が…!                  | 植田浩二       | 鷹野大           | 遠藤広隆         | 小暮昌広                   | 2004年10月31日 |
| 19              | まだこれからさ                | 植田浩二       | 宮尾佳和         | 浅井義之         | 奥田淳                     | 2004年11月7日  |
| 20              | 100%じゃないけれど            | 冨岡淳広       | 岩田義彦         | 福多潤           | 西山忍                     | 2004年11月14日 |
| 21              | あなたに勝つ!                 | 植田浩二       | 木村隆一         | 木村隆一         | 猪股雅美                   | 2004年11月21日 |
| 22              | 燃えてきましたよ              | ほそのゆうじ   | ほしかわたかふみ | 岩田義彦         | 日下部智津子               | 2004年11月28日 |
| 23              | 今回はムリですか?             | 植田浩二       | 浅井義之         | 浅井義之         | 原修一                     | 2004年12月5日  |
| 24              | プレッシャー…?                | ほそのゆうじ   | 鷹野大           | 仁昌寺義人       | 小暮昌広                   | 2004年12月12日 |
| 25              | これが賞金王!                 | 冨岡淳広       | 宮尾佳和         | 岩田義彦         | 奥田淳                     | 2004年12月19日 |

### ネット局
放送日時は2004年8月中旬 - 9月上旬時点のものとする。特筆の無い限り全てテレビ東京系列。
| 放送地域       | 放送局               | 放送日時         | 備考                      |
| -------------- | -------------------- | ---------------- | ------------------------- |
| 関東広域圏     | テレビ東京（制作局） | 日曜 0:55 - 1:25 | 制作局                    |
| 大阪府         | テレビ大阪           | 日曜 1:30 - 2:00 |                           |
| 福岡県         | TVQ九州放送          | 火曜 2:25 - 2:55 |                           |
| 岡山県・香川県 | テレビせとうち       | 水曜 1:40 - 2:10 |                           |
| 愛知県         | テレビ愛知           | 木曜 1:58 - 2:28 |                           |
| 北海道         | テレビ北海道         | 木曜 2:30 - 3:00 |                           |
| 石川県         | 北陸放送             | 金曜 2:10 - 2:40 | TBS系列 2004年4月から放送 |
| 三重県         | 三重テレビ           | 日曜 1:30 - 2:00 | 独立局                    |
| 日本全域       | BSジャパン           | 月曜 0:30 - 1:00 |                           |

### DVD
DVDとVHSが『モンキーターン』と『モンキーターンV』のタイトルとして各8巻ずつ発売されている。
ここでは主にDVD版における収録話や特典内容を記載する。
- モンキーターン
  - 第1節 2004年4月21日発売 VPBY-12031 （収録話：第1話 - 第4話、表紙：波多野&澄）
    - 映像特典：スペシャルトーク［濱野谷憲吾選手インタビュー］、スタッフトーク［監督・秋山勝仁&シリーズ構成・冨岡淳広］、メイキング映像［競艇場案内］

  - 第2節 2004年5月26日発売 VPBY-12032 （収録話：第5話 - 第7話、表紙：波多野）
    - 映像特典：スタッフトーク［3DCGプロデューサー・近藤潤インタビュー］、メイキング映像［江戸川競艇場］

  - 第3節 2004年6月23日発売 VPBY-12033 （収録話：第8話 - 第10話、表紙：波多野、青島、洞口雄大）
    - 映像特典：バリエーション映像［ノンテロップOP／ED、番宣スポット］、メイキング映像［多摩川競艇場］

  - 第4節 2004年7月22日発売 VPBY-12034 （収録話：第11話 - 第13話、表紙：波多野、背景に洞口雄大、青島、河野、小林、純）
    - 映像特典：スタッフトーク［キャラクターデザイン・奥田淳］、メイキング映像［平和島競艇場］

  - 第5節 2004年8月25日発売 VPBY-12035 （収録話：第14話 - 第16話、表紙：波多野、洞口雄大、洞口武雄）
    - 映像特典：スタッフトーク［音響監督・渡辺淳&効果・今野康之］、メイキング映像［浜名湖競艇場］

  - 第6節 2004年9月22日発売 VPBY-12036 （収録話：第17話 - 第19話、表紙：波多野vs榎木。夕陽に染まる赤いイメージ）
    - 映像特典：メイキング映像［唐津競艇場］
    - 音声特典：キャストトーク［憲二、澄&ありさ］

  - 第7節 2004年10月21日発売 VPBY-12037 （収録話：第20話 - 第22話、表紙：水着姿の澄と青島、波多野、ありさ。唯一競艇以外の海水浴イラスト）
    - 映像特典：メイキング映像［びわこ競艇場］
    - 音声特典：キャストトーク［雄大、優子&萩原］

  - 第8節 2004年11月25日発売 VPBY-12038 （収録話：第23話 - 第25話、表紙：波多野、澄、ありさ。優勝直後のイメージ）
    - 映像特典：メイキング映像［尼崎競艇場］、ノンテロップED
    - 音声特典：キャストトーク［洞口武雄&古池勘一］
- モンキーターンV
  - 第1節 2004年12月22日発売 VPBY-12197 （収録話：第1話 - 第4話、表紙：波多野憲二、ヘルメットのドラゴンの顔、カラー：赤）
    - 映像特典：メイキング映像［福岡競艇場］、ノンテロップOP

  - 第2節 2005年1月26日発売 VPBY-12198 （収録話：第5話 - 第7話、表紙：洞口雄大、ヘルメットの鳥、カラー：青）
    - 映像特典：メイキング映像［蒲郡競艇場］
    - 音声特典：スタッフトーク［シナリオライター座談会］

  - 第3節 2005年2月23日発売 VPBY-12199 （収録話：第8話 - 第10話、表紙：蒲生秀隆、ヘルメットの馬、カラー：緑）
    - 映像特典：メイキング映像［丸亀競艇場］
    - 音声特典：キャストトーク［蒲生、榎木&櫛田］

  - 第4節 2005年3月23日発売 VPBY-12200 （収録話：第11話 - 第13話、表紙：櫛田千秋、ヘルメットの猫、カラー：紫）
    - 映像特典：メイキング映像［若松競艇場］、ノンテロップED、マルチウィンドウレース［オーシャンカップ優勝戦1マークの攻防］

  - 第5節 2005年4月21日発売 VPBY-12201 （収録話：第14話 - 第16話、表紙：浜岡猛、ヘルメットの赤いラインにスター、カラー：黄）
    - 映像特典：メイキング映像［芦屋競艇場］、ノンテロップED、CG競艇場ファイル［平和島・尼崎・常滑競艇場］

  - 第6節 2005年5月25日発売 VPBY-12202 （収録話：第17話 - 第19話、表紙：榎木祐介、ヘルメットの3本ライン、カラー：黒）
    - 映像特典：メイキング映像［常滑競艇場］、バリエーション映像［番宣スポット］、マルチウィンドウレース［Vモンキー・発動］

  - 第7節 2005年6月22日発売 VPBY-12203 （収録話：第20話 - 第22話、表紙：青島優子、ペンギンヘルメット、カラー：橙）
    - 映像特典：メイキング映像［津 競艇場］［三国競艇場］、バリエーション映像［東京国際アニメフェア2005用PR］、CG競艇場ファイル［福岡、若松、住之江競艇場］

  - 第8節 2005年7月21日発売 VPBY-12204 （収録話：第23話 - 第25話、表紙：波多野憲二、勝負服にヘルメット着用姿、カラー：赤）
    - 映像特典：メイキング映像［住之江競艇場］、バリエーション映像［ありさのエンドマーク集］［打上げ時ダイジェスト］、マルチウィンドウレース［賞金王決定戦優勝戦1マークの攻防］
    - 音声特典：スタッフトーク［#25を見ながら〜原作・河合克敏&監督・秋山勝仁〜］

| テレビ東京 日曜0:55枠、BSジャパン 月曜0:30枠 | テレビ東京 日曜0:55枠、BSジャパン 月曜0:30枠 | テレビ東京 日曜0:55枠、BSジャパン 月曜0:30枠 |
| 前番組                                       | 番組名                                       | 次番組                                       |
| -------------------------------------------- | -------------------------------------------- | -------------------------------------------- |
| 高橋留美子劇場 人魚の森                      | モンキーターン/ モンキーターンV              | ギャラリーフェイク                           |

## ゲーム
PlayStation 2用ソフト『モンキーターンV』
バンダイ（後のバンダイナムコゲームス）より、2004年7月1日に発売。
BANDAI THE BEST版でも発売されている。（2005年12月1日発売）
- 新人の競艇選手となり、原作のキャラと共に『モンキーターン』のドラマを楽しめるストーリーモードやVSモードなどがある。プレイヤーの同期など原作者描きおろしのオリジナルキャラも登場。絵はアニメ版だが、浜岡が茶髪になっており一部設定は原作版に沿っている。
- プロペラは自分で叩いて、特殊技能を付加したり伸び型など好きなタイプのプロペラに変えていける（失敗して壊れることもある）。各レースで登場する対戦キャラに1着で勝つと相手のプロペラをもらえる。逆に負けると自分の使用していたプロペラが没収される。
- モーターは抽選制。レースが始まる前に、ノーマル・出足・伸び足・回足・ピット離れ・超抜機のどれかに自動で決まる。
- ストーリーモードではドラマシーンはボイスなし。レース中に出走キャラのカットインでボイスが入る。レースは、優勝戦のみなど節間の1レースしか走れない。
- 実在の24競艇場がロゴマークもそのまま登場し、各競艇場の映像やボートの模様は3DCGで大変忠実に再現されている。
- レースモードのキャラクターのモーションキャプチャーは濱野谷憲吾が担当している。
- 取扱説明書のプレイヤー名は前作『帯をギュッとね!』の主人公・粉川巧になっている。

## パチンコ・パチスロ

### パチンコ
- CRモンキーターン（2010年、エース電研）
- CRモンキーターン 誰よりも速く!（2014年、西陣）
- CRモンキーターン 神速の勝利者（2016年、西陣）
- CRモンキーターン4（2018年、西陣）

### パチスロ
- パチスロ「モンキーターン」（2011年、山佐）
- パチスロモンキーターンII（2014年、山佐）
- パチスロモンキーターンIII（2017年、山佐）
- パチスロモンキーターンIV（2020年、山佐）
- スマスロモンキーターンV（2023年、山佐）

## アプリ
上記のパチスロ作品が携帯電話向けにアプリ化されている他、それとは別にバンダイナムコゲームスによるソーシャルゲーム『モンキーターンレーサーズ』が「Mobage」と「GREE」で2013年4月16日より提供された。